# Jary Band
Jary Band – polski zespół rockowy, który powstał w 1991 roku. Został założony przez Krzysztofa Jaryczewskiego, założyciela i pierwszego wokalistę Oddziału Zamkniętego. 

## Historia
Pierwsze wydawnictwo grupy to MC Ogniste miecze wydane w 1991 roku nakładem wytwórni Polton. Następnie nagrana w 1996 roku płyta Dekadencja (jako "Jaryczewski Band"). Po tej płycie nastąpiła kilkuletnia przerwa, spowodowana leczeniem częściowego paraliżu gardła - choroby nabytej jeszcze, gdy Krzysztof Jaryczewski śpiewał w Oddziale Zamkniętym. Zespół Jary Band wznowił działalność w 2002 roku, a po dwóch latach powstała płyta Vinyl. Na płycie znaleźli się tacy artyści jak Jarek Szlagowski, Paweł Kukiz, Wojtek Konikiewicz, Marek Surzyn, Darek Aksanow, Krzysztof Ścierański, Pih, Chada, Andrzej „e-moll” Kowalczyk czy Artur Gadowski. Muzyka, którą gra obecnie Jary Band to mieszanka rocka, bluesa i funky. Zespół nie stroni od repertuaru dawnego Oddziału Zamkniętego. 
W lutym 2012 roku ukazała się płyta zespołu Jary Band, na której znalazł się duet z piosenkarką Urszulą Kasprzak "Jesteś tu". W nagraniu utworu wziął udział również gitarzysta Maciej Gładysz. Pierwszym singlem pochodzącym z płyty Trudno powiedzieć była piosenka "Jesteś tu".

## Obecny skład zespołu
- Krzysztof "Jary" Jaryczewski – gitara, wokal, harmonijka ustna
- Andrzej "Pierwiastek" Potęga – gitara basowa
- Marek Tymkoff – gitara, wokal
- Witold Albiński – perkusja

## Dyskografia
- Ogniste miecze (Polton, 1991)[1]
- Dekadencja (jako "Jaryczewski Band") (1996)[1]
- Vinyl (Accord Song, 2004)[2]
- Trudno powiedzieć (Fonografika, 2012)[3]